# Justine Delmas
Pour les articles homonymes, voir Delmas.
Justine Delmas, née le 6 mars 2005 au Chesnay, est une nageuse française. 

## Carrière
Justine Delmas remporte la finale du 100 mètres brasse aux Championnats de France de natation 2020.
Elle est médaillée d'or du 200 mètres brasse et médaillée d'argent du relais 4 × 100 mètres quatre nages aux Championnats d'Europe juniors de natation 2021 à Rome,.
Elle est sacrée championne de France du 200 mètres brasse aux Championnats de France de natation 2022 à Limoges.

## Palmarès

### Championnats d'Europe juniors
- 2021 à Rome :
  -  Médaille d'or du 200 m brasse.
  -  Médaille d'argent du 4 x 100 m quatre nages.

### Championnats de France
- 2020 à Saint-Raphaël :
  -  Médaille d'or du 100 m brasse.
- Hiver 2021 à Montpellier :
  -  Médaille d'or du 50 m brasse.
  -  Médaille d'or du 100 m brasse.
  -  Médaille d'or du 200 m brasse.
- 2022 à Limoges :
  -  Médaille d'or du 50 m brasse.
  -  Médaille d'or du 200 m brasse.